# Hoàng Xuân Sính
Hoàng Xuân Sính (Vietnã, 8 de setembro de 1933) é uma matemática vietnamita, uma estudante de Alexander Grothendieck, a primeira matemática vietnamita do sexo feminino, fundadora da Universidade de Thang Long, e a destinatária da Ordem das Palmas Académicas.

## Inicio da vida e carreira
Hoàng nasceu em Cót, no distrito de Từ Liêm, no Vietnã, uma das sete filhas do comerciante de tecidos Hoàng Thuc Tan. Sua mãe morreu quando ela tinha oito anos e foi criada por uma madrasta. Ela também tem sido freqüentemente citada como a neta do matemático vietnamita Hoàng Xuân Hãn. Obteve seu primeiro diploma de bacharel em 1951 em Hanói, estudando inglês e francês, e depois viajou para Paris para um segundo bacharelado em matemática. Ela ficou na França para estudar para uma agrégation na Universidade de Toulouse, que concluiu em 1959, antes de retornar ao Vietnã para se tornar professora de matemática na Universidade Nacional de Educação de Hanoi. Hoàng tornou-se a primeira matemática do sexo feminino no Vietnã e naquela época era uma dos poucos matemáticos de lá com uma educação estrangeira.

## Trabalho com Grothendieck
O matemático e pacifista francês Alexander Grothendieck visitou o Vietnã do Norte no final de 1967, durante a Guerra do Vietnã, e passou um mês ensinando matemática na equipe de matemática da Universidade de Hanoi, incluindo Hoàng, que tomou as notas para as palestras. Por causa da guerra, as palestras de Grothendieck foram realizadas longe de Hanói, primeiro no campo próximo e depois em ừi Từ. Depois que Grothendieck retornou à França, ele continuou a ensinar Hoàng como um estudante de correspondência. Ela obteve seu doutorado sob a supervisão de Grothendieck da Universidade Paris Diderot em 1975, com uma tese manuscrita. Sua pesquisa de tese, sobre estruturas algébricas baseadas em grupos categóricos, mas com uma lei de grupo que se aplica apenas ao isomorfismo, prefigurou grande parte da teoria moderna de dois grupos.

## Realizações posteriores
Quando foi promovida a professora titular, Hoàng tornou-se a primeira professora titular do sexo feminino no Vietnã em qualquer campo científico ou técnico. Em 1988, fundou a primeira universidade privada no Vietnã, a Universidade Thang Long, em Hanói, e tornou-se presidente de seu conselho de administração.

## Reconhecimento
Em 2003 foi premiada com a Ordem das Palmas Académicas da França por suas "contribuições para impulsionar a cooperação em cultura e ciência entre as duas nações" da França e do Vietnã.